# سونيا غيرهارد
سونيا غيرهارد (بالألمانية: Sonja Gerhardt)‏ هي ممثلة ألمانية، ولدت في 2 أبريل 1989 في برلين في ألمانيا.

## وصلات خارجية
- سونيا غيرهارد على موقع IMDb (الإنجليزية)
- سونيا غيرهارد على موقع ميتاكريتيك (الإنجليزية)
- سونيا غيرهارد على موقع روتن توميتوز (الإنجليزية)
- سونيا غيرهارد على موقع قاعدة بيانات الأفلام العربية
- سونيا غيرهارد على موقع ألو سيني (الفرنسية)
- سونيا غيرهارد على موقع أول موفي (الإنجليزية)
- سونيا غيرهارد على موقع ديسكوغز (الإنجليزية)
- سونيا غيرهارد على موقع قاعدة بيانات الفيلم (الإنجليزية)
- سونيا غيرهارد على موقع ليتربوكسد (الإنجليزية)
- سونيا غيرهارد على موقع كينوبويسك (الروسية)